# Angelópolis
Angelópolis – miasto w Kolumbii, w departamencie Antioquia.